# Jacques Spifame de Brou
Pour les autres membres de la famille, voir Famille Spifame.
Jacques-Paul Spifame de Brou, né à Paris et mort le 25 mars 1566 à Genève, est un prélat et calviniste français du XVIe siècle.

## Biographie
Jacques-Paul Spifame de Brou est fils de Jean, seigneur de Passy et de Bisseaux, secrétaire du roi, trésorier de l'extraordinaire des guerres, et de Jacquette Ruzé. Sa famille est originaire de Lucques (ou de Naples). Son frère Gaillard est un officier de finances, un autre frère, Raoul, est un savant ésotériste et un autre frère, Martin, a publié en 1583 un recueil de poésies spirituelles.
Jacques Spifame est  est  d'abord régent au collège du cardinal Le Moine. Il est procureur de France, et  successivement recteur de l'université de Paris, chancelier, conseiller au parlement dès 1522, président de la chambre des enquêtes en 1543, chanoine de Notre-Dame de Paris, doyen de Saint-Marcel  et de Gassicourt, en 1531 premier abbé commendataire de l'abbaye Saint-Paul-sur-Vanne à Sens, dont il fit détruire les archives en 1558 et enfin, en 1544, vicaire général de Charles, cardinal de Lorraine, archevêque de Reims. En 1546, il est nommé à l'évêché de Nevers. Jacques est créé conseiller d'État et assiste aux États généraux tenus à Paris. Dès cette époque, il favorise la prédication des doctrines de Jean Calvin.
Dans tous les actes, il n'a jamais pris que le nom de Spifame. Sa famille a depuis un siècle et demi abandonné le nom italien "Spiafame". La cité de Lucca (Lusques) abritait au XIIIe siècle une tour au nom de cette famille. 
Indélicat, il profite de son passage accidentel chez un imprimeur pour voler une pièce en vers intitulée "Véronide" écrite par Joachim Du Bellay pour ses deux amis Jehan Richer président au bailliage de Sens et Jehan Penon avocat au bailliage de Sens, qui en avaient confié l'impression. Le voleur se défendra en disant qu'il était seigneur de Véron, et qu'à ce titre il avait un droit sur l'oeuvre. Il possédait effectivement Véron, alors hameau de Passy, du chef d'ancêtres Sénonais. La famille Du Bellay possédait au Nord de Sens la seigneurie de Villeneuve-la-Guyard. 
Avant de partir de France où les portes se ferment à ses hautes ambitions, il lègue à sa bâtarde une maison dans la ville de Sens. 
Jacques Spifame vit depuis longtemps dans la plus grande intimité avec Catherine de Gasperne, veuve d'Étienne le Grêle, procureur au Châtelet. Il va joindre Calvin à Genève en 1559 et prend alors le nom de Passy, terre dont son père est seigneur. Passy se fait considérer dans Genève par ses manières, par son esprit et par son savoir. Fait ministre par Calvin lui-même, il est nommé, en 1561, pasteur de l'église protestante d'Issoudun. Calvin l'envoie à Orléans auprès du prince de Condé.
Depuis les premiers temps de son arrivée à Genève, il s'est marié avec sa maîtresse dont il a un garçon appelé André et une fille nommée Anne. Un de ses neveux ayant contesté devant le parlement de Paris, la légitimité de la naissance de ces enfants, Jacques fait un faux acte de mariage pour leur donner gain de cause. Sur ces entrefaites, Claude Servin, contrôleur dans la maison de la reine de Navarre, vient l'accuser de certaines malversations et en attendant, obtient d'être emprisonné avec lui. On le condamne à mort pour adultère et il a la tête tranchée en 1566.
Pour un article plus général, voir République de Genève sous Jean Calvin.

## Armoiries
« De gueules, à l'aigle éployée d'argent »